# Ceratophrys calcarata
Espèce
Statut de conservation UICN

 LC  : Préoccupation mineure
Ceratophrys calcarata est une espèce d'amphibiens de la famille des Ceratophryidae.

## Répartition
Cette espèce se rencontre du niveau de la mer jusqu'à 500 m d'altitude, :
- dans le nord de la Colombie dans les départements de La Guajira, de Magdalena, de Cesar, de Atlántico, de Bolívar, de Sucre et de Córdoba ;
- dans le Nord-Ouest du Venezuela dans les États de Falcón, de Lara, de Mérida et de Zulia.

## Publication originale
- Boulenger, 1890 : Second report on additions to the batrachian collection in the Natural-History Museum. Proceedings of the Zoological Society of London, vol. 1890, p. 323-328 (texte intégral).